# Pano Arodes
Pano Arodes (griechisch Πάνω Αρόδες, türkisch Kalkanlı) ist eine Gemeinde im Bezirk Paphos in der Republik Zypern. Bei der Volkszählung im Jahr 2021 hatte sie 139 Einwohner.

## Name
Jack C. Goodwin vermutet, dass Pano („oberes“) Arodes nach der griechischen Insel Rhodos benannt wurde, wo die Hospitaliter, damalige Besitzer des Dorfes, ihr Hauptsitz hatten. Die Zyperntürken nahmen im Jahre 1958 den alternativen Namen Kalkanlı an, der wörtlich so viel wie „mit einem Schild bewaffnet“ bedeutet.

## Lage und Umgebung

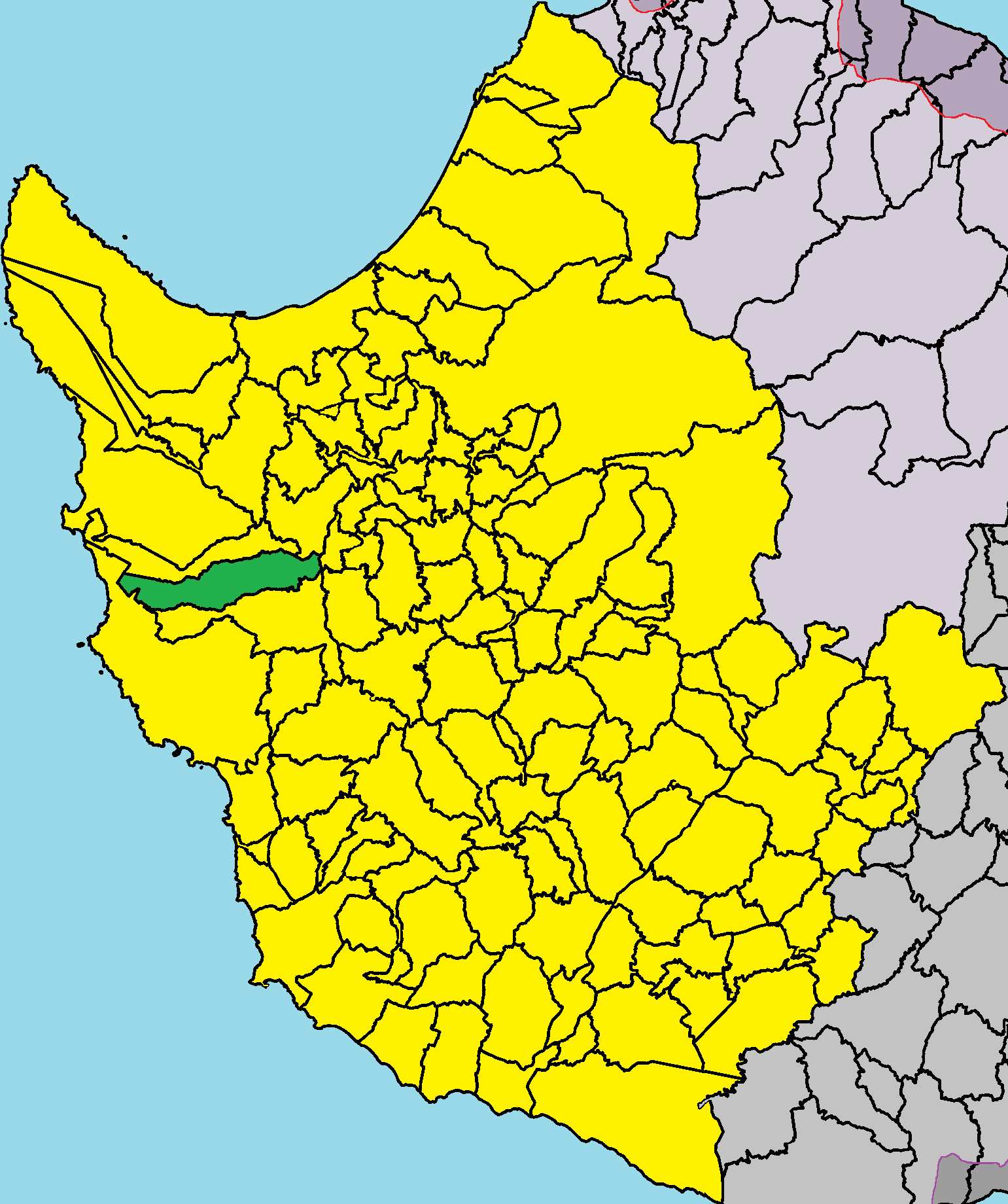
Lage im Bezirk Paphos

Pano Arodes liegt im Westen der Mittelmeerinsel Zypern auf einer Höhe von etwa 600 Metern, etwa 27 Kilometer nordöstlich von Paphos, 89 Kilometer nordwestlich von Limassol und 172 Kilometer südwestlich von Nikosia. Das 14,334 Quadratkilometer große Dorf grenzt im Norden an Kato Arodes und Kritou Tera, im Westen an Pano Akourdalia und Theletra, im Süden an Kathikas und im Westen an Pegia. Im Westen des Dorfes befindet sich der Fluss Avgas und die durch ihn gebildete Avakas-Schlucht. Das Dorf kann über die Straßen E709 und F708 erreicht werden.

## Bevölkerungsentwicklung
Während des interkommunalen Konflikts von 1963–64 flohen die Zyperntürken mehrmals und suchten vorübergehend Zuflucht in Kato Arodes.
Nach der Türkischen Invasion 1974 flohen die meisten Zyperntürken am 20. Juli 1974 zunächst nach Kato Arodes und später heimlich über die Berge in den türkisch kontrollierten Norden. Dabei nahmen sie eine gefährliche Route, bei der eine Person von einer Klippe stürzte und starb. Die restlichen Zyperntürken wurden am 20. August 1975 von UNFICYP in den nördlichen Teil eskortiert.
Die folgende Tabelle zeigt die Bevölkerung des Dorfes, wie sie in den in Zypern durchgeführten Volkszählungen erfasst wurde.
| Jahr      | 1881 | 1891 | 1901 | 1911 | 1921 | 1931 | 1946 | 1960 | 1976 | 1982 | 1992 | 2001 | 2011 | 2021 |
| Einwohner | 449  | 364  | 367  | 443  | 497  | 522  | 617  | 492  | 278  | 194  | 120  | 108  | 135  | 139  |